# L&M
| L&M                                                                                     | L&M |
| Inhaltsstoffe einer Zigarette                                                           | Inhaltsstoffe einer Zigarette |
| L&M Filter Red Label                                                                    | L&M Filter Red Label |
| --------------------------------------------------------------------------------------- | --- |
| Kondensat/Teer:                                                                         | 10 mg |
| Nikotin:                                                                                | 0,8 mg |
| Kohlenmonoxid:                                                                          | 10 mg |
| Tabak- zusatzstoffe:                                                                    | Saccharose, Propylenglycol, Invertzucker, Glycerin, Sorbit, Lakritzextrakt, Guarkernmehl, Kakaoprodukte, Johannisbrot, Johannisbrotextrakt, Aroma, Wasser |
| L&M Filter Blue Label                                                                   | |
| Kondensat/Teer:                                                                         | 6 mg |
| Nikotin:                                                                                | 0,5 mg |
| Kohlenmonoxid:                                                                          | 7 mg |
| Tabak- zusatzstoffe:                                                                    | Saccharose, Invertzucker, Propylenglycol, Glycerin, Lakritzextrakt, Guarkernmehl, Kakaoprodukte, Johannisbrot, Johannisbrotextrakt, Aroma, Wasser         |
| L&M Filter Frost Label (Menthol)                                                        | |
| Kondensat/Teer:                                                                         | 8 mg |
| Nikotin:                                                                                | 0,6 mg |
| Kohlenmonoxid:                                                                          | 9 mg |
| Tabak- zusatzstoffe:                                                                    | Saccharose, Propylenglycol, Glycerin, Invertzucker, Menthol, Lakritzextrakt, Kakaoprodukte, Johannisbrot, Johannisbrotextrakt, Aroma, Wasser              |
| Stand 2008. Die Angaben gelten für die auf dem deutschen Markt erhältlichen Zigaretten. | |

L&M ist eine Zigarettenmarke der Philip Morris GmbH, die auch in Österreich und Deutschland vertrieben wird. Der Name kommt von der 1873 gegründeten Tabakfirma Liggett & Myers Tobacco Company, Vorgängerin der heutigen Liggett Group Inc., in der L&M ursprünglich hergestellt wurde. Heute liegen die Namensrechte bei Philip Morris. Die Bezeichnung „Leicht & Mild“ wurde 2003 laut EG-Richtlinie 2001/37/EG verboten, da „diese Ausdrücke von den Verbrauchern als Hinweis auf eine verminderte Gesundheitsgefahr gedeutet werden könnten“.

## Cover
Die L&M-Schachtel hat zwei verschiedene Cover, auf denen bei manchen Sorten die Aufschrift L&M einmal senkrecht und einmal waagerecht aufgedruckt wurde. An der Öffnung einiger Schachteln ist ein Wappen mit zwei gegenüber stehenden Löwen zu erkennen, die sich an dem blauen „L&M“-Logo abstützen. Die Packung ist je nach Sorte blau (Blue Label) oder rot (Red Label). Klassisch ist sie allerdings in rotweiß, wie bei der Filter Red Label oder der normalen Full Flavour. Das Design der beiden Produkte "L&M Night" im Softpack und "L&M Soft Label", die es nur im Softpack gibt, ähnelt sich sehr stark. Es handelt sich jedoch um eigene Produktlinien mit eigenen Charakteristika.

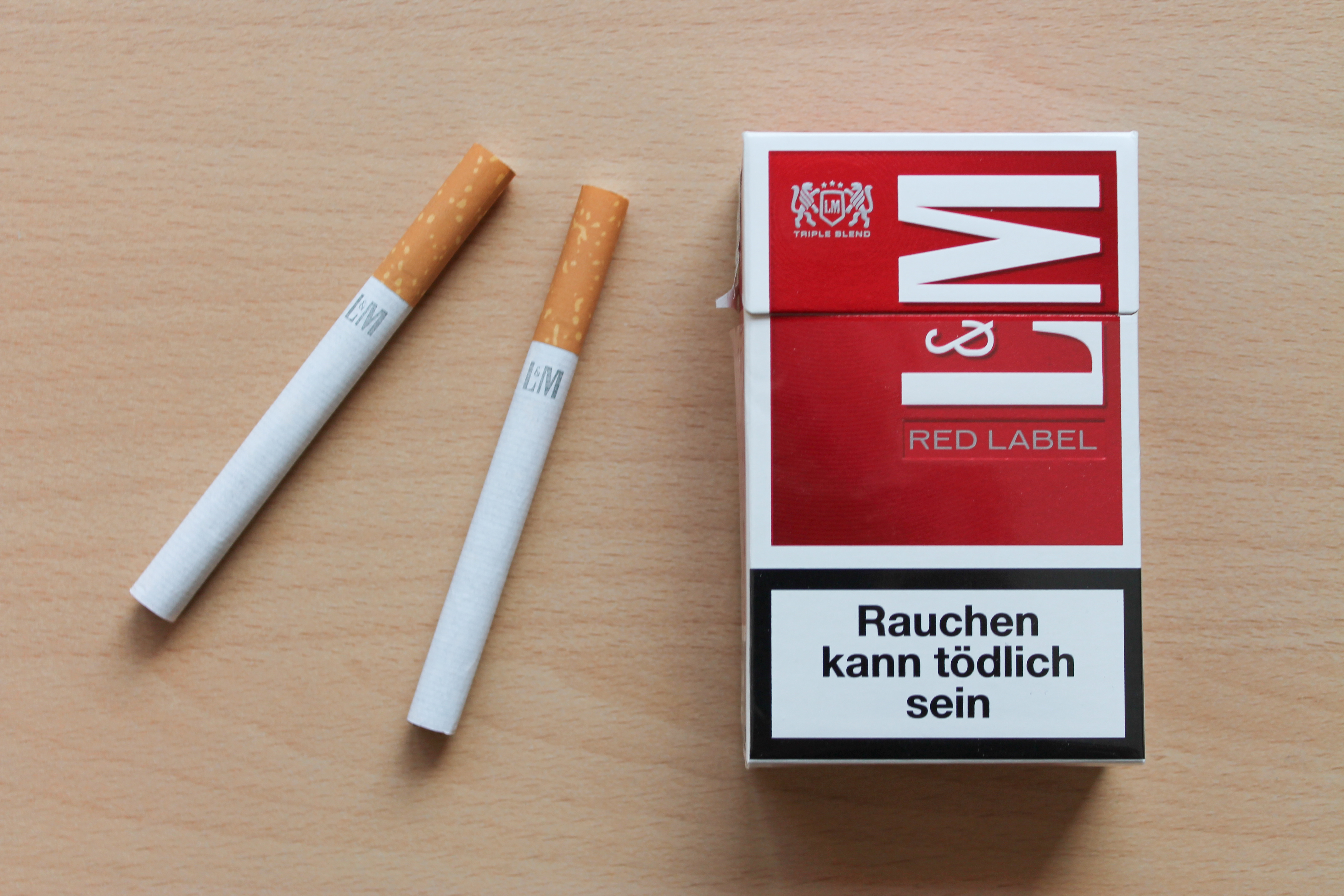
L&M Red Label
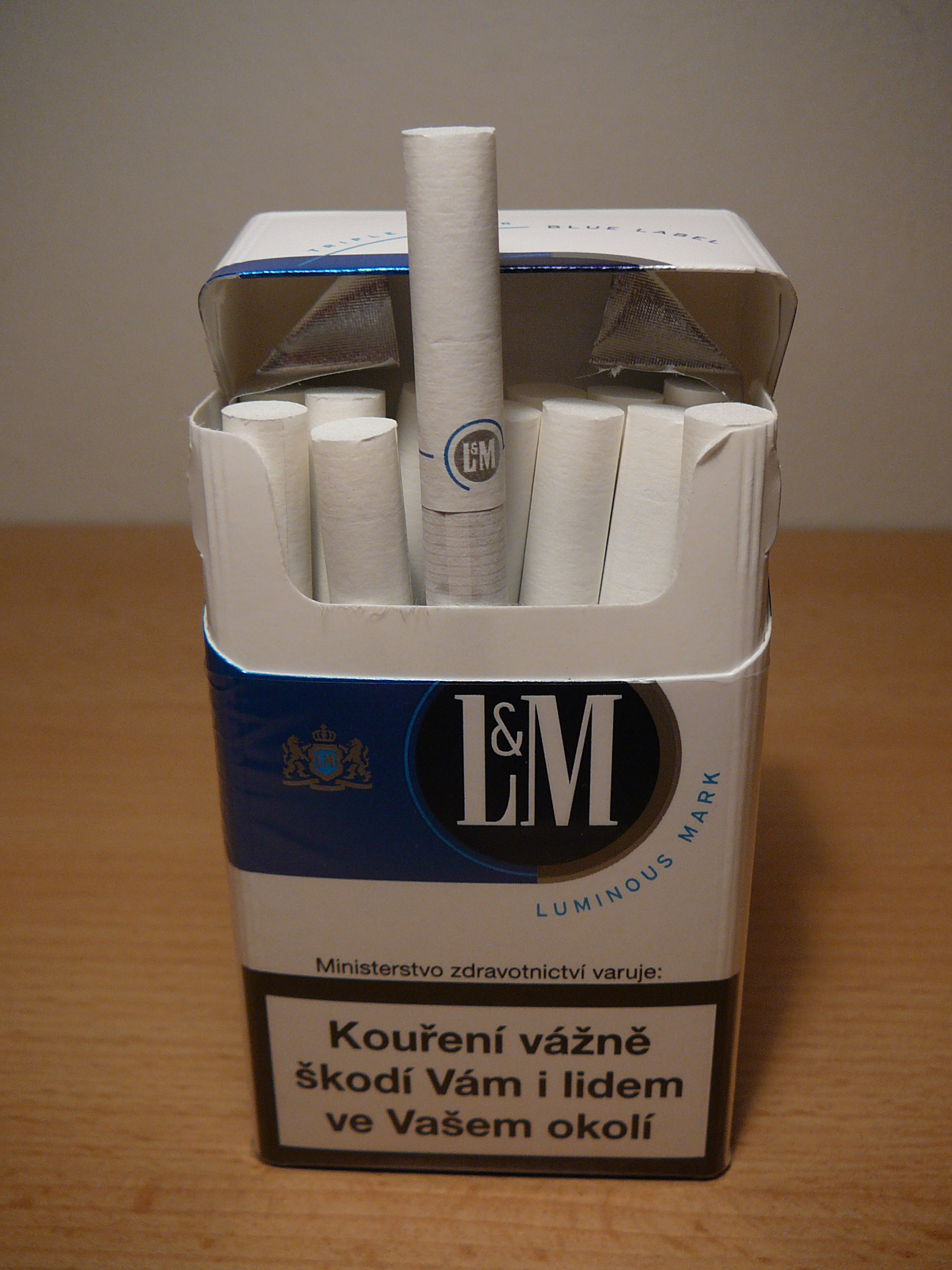
L&M Blue Label